# Rason
Rason (Rasŏn Chik'alshi; 라선 직할시; 羅先直轄市) é uma cidade controlada diretamente pelo governo central da Coreia do Norte, em nível de província.